# La grande caccia
La grande caccia (titolo originale: The Great Hunt) è il secondo libro del ciclo fantasy La Ruota del Tempo scritto dall'americano Robert Jordan. L'edizione originale inglese è stata pubblicata da Tor Books il 15 novembre 1990; la prima edizione italiana è stata pubblicata da Interno Giallo - Mondadori nel settembre 1993; la seconda edizione italiana è stata pubblicata da Fanucci Editore nel maggio 2003, mentre nel 2006 è uscita l'edizione tascabile (collezione TIF Extra).
Nel 2004 La grande caccia fu nuovamente pubblicato negli Stati Uniti in due parti, The Hunt Begins e New Threads in the Pattern.
La grande caccia è formata da un prologo e da 50 capitoli. Tre giovani eroi, Rand al'Thor, Mat Cauthon e Perrin Aybara, tutti e tre ta'veren, si uniscono ad alcuni soldati shienaresi nella loro ricerca per riprendere il Corno di Valere dalle mani del nemico. Allo stesso tempo, Egwene al'Vere, Nynaeve al'Meara ed Elayne Trakand si recano alla Torre Bianca di Tar Valon per iniziare ad imparare a diventare Aes Sedai. Infine uno strano popolo chiamato Seanchan e proveniente da una terra lontana, inizia un'inarrestabile invasione delle coste occidentali della Randland.

## Trama

### Prologo
Nel prologo iniziale, Jordan descrive una scena che coinvolge Ba'alzamon e i suoi seguaci, un gruppo di influenti Amici delle Tenebre, che ha luogo a Shayol Ghul; sono presentati molti indizi e frammenti di informazione che precedono eventi futuri del libro. Nel prologo vengono anche mostrate due Aes Sedai, una delle quali è Liandrin. Il prologo dimostra ai lettori quanto profonda sia l'influenza di Ba'alzamon, perfino in luoghi che i protagonisti ritengono sicuri.

### La caccia al Corno
Seguendo gli eventi del volume precedente (L'occhio del mondo), il libro si apre con il gruppo dei protagonisti che si trova riunito nella città-fortezza di Fal Dara nello Shienar, verso cui si sta dirigendo l'Amyrlin Seat Siuan Sanche. Poco dopo il suo arrivo, la fortezza viene attaccata da Trolloc e Myrddraal, e il prigioniero Padan Fain viene fatto evadere; inoltre anche il pugnale contaminato di Mat, la cui maledizione lo ucciderebbe se dovesse trovarsene separato per troppo tempo, e il Corno di Valere, vengono presi dai nemici. Dopo l'attacco, Rand al'Thor è convocato dall'Amyrlin Seat e gli viene detto che lui è il Drago Rinato, cosa che Rand nega insistentemente (sebbene sia indiscutibilmente esatto). L'Amyrlin comunque convince Rand che se vuole salvare il suo amico Mat, deve per forza mettersi alla caccia di chi ha trafugato il pugnale contaminato, vale a dire una banda di Trolloc, di Myrddraal e di Amici delle Tenebre, guidati dal fuggitivo Padan Fain.
La ricerca del Corno viene ufficialmente affidata a lord Ingtar Shinowa, un ufficiale shienarese, che conduce un piccolo drappello di soldati e che, secondo le istruzioni dell'Amyrlin Seat, include anche Rand al'Thor, Mat Cauthon, Perrin Aybara e l'ogier Loial; per l'inseguimento, si fanno guidare da Hurin, uno Shienarese con la particolare abilità di "fiutare" tracce di passata violenza. Poco più avanti nel loro percorso, Rand, Loial e Hurin si separano accidentalmente dal resto del gruppo: durante il sonno vengono trasportati in un'altra dimensione attraverso una Pietra Portale (questo luogo è un mondo alternativo rispetto a quello reale, è desertico ed in un certo senso distorto). 
Rand ipotizza che la Pietra si sia attivata quando lui per sbaglio deve aver incanalato nel sonno, e la sua lotta interiore per accettare la sua abilità con il Potere è un elemento fondamentale del libro. Nel mondo alternativo, Rand incontra Ba'alzamon e si ritrova un primo marchio dell'airone impresso sul suo palmo, mentre la sua spada diventa incandescente. In seguito i tre trovano un'altra Pietra Portale grazie all'aiuto di una donna misteriosa, chiamata Selene, che afferma di essere una nobile di Cairhien; Rand riesce ad usare la Pietra ed a ritornare insieme con Loial, Hurin e Selene nel proprio mondo, sebbene molto più avanti nel tempo e nello spazio rispetto a Fain o al gruppo di Ingtar (per un gioco dello spazio/tempo tra le varie dimensioni). Perciò Rand e compagni, si nascondono ed aspettano che gli Amici delle Tenebre li raggiungano, quindi riescono infine ad intrufolarsi nel campo di Fain ed a recuperare sia il Corno che il pugnale.
Il gruppo guidato da Ingtar, pur ignorando il come ed il perché della scomparsa di Rand, continua a dar la caccia a Padan Fain con l'aiuto di Perrin, che si finge un fiutatore come Hurin: in realtà egli sta usando la sua abilità di fratello dei lupi per chiedere agli altri lupi nelle vicinanze in quale direzione si stia muovendo il gruppo di Fain. Lungo la via il gruppo viene raggiunto dall'Aes Sedai Verin Mathwin e poi si incontra con un Aiel che sta cercando Colui che viene con l'alba.
Nel frattempo Egwene al'Vere e Nynaeve al'Meara hanno lasciano Fal Dara nello stesso momento in cui lo hanno fatto Rand e gli altri cacciatori; le due giovani donne viaggiano con l'Amyrlin Seat ed il suo seguito fino a Tar Valon ed iniziano ad essere istruite sull'Unico Potere. Alla Torre Bianca, Egwene fa amicizia con Elayne Trakand, un'altra novizia e con Min Farshaw: entrambe le due ragazze sono delle spasimanti di Rand; inoltre Egwene fa conoscenza con i due fratelli di Elayne, Gawyn Trakand e Galad Damodred, che studiano da custodi. Nei primi tempi alla Torre Nynaeve passa la prova per diventare Ammessa: ella deve camminare attraverso un ter'angreal formato da tre archi, ognuno dei quali le mostra una visione che esemplifica i terribili sacrifici che un'Aes Sedai dovrebbe saper affrontare, in modo da poter selezionare quali candidate possiedono abbastanza forza di volontà da poterlo diventare. Ogni visione è peggiore della precedente: nella prima Nynaeve deve combattere con il Reietto Aginor; nella seconda deve abbandonare la sua gente ad Emond's Field in un momento di bisogno; nella terza deve rinunciare ad una vita di felicità con il suo amore Lan Mandragoran. Dopo la prova Nynaeve diventa un'Ammessa, un grado sotto le Aes Sedai ed uno sopra le novizie.

### Cairhien
Mentre il suo gruppo si sta dirigendo verso la città capitale di Cairhien, Rand intravede il gigantesco sa'angreal Choedan Kal, ma viene fermato appena un momento prima che possa incanalare attraverso di esso. Quella notte, Selene lascia il gruppo senza alcun preavviso. Dopo essere arrivati a Cairhien, Rand ritrova il menestrello Thom Merrilin, che lui aveva creduto morto dopo uno scontro con un Myrddraal ne L'occhio del mondo. Nella città, Rand e Loial vengono attaccati dai Trolloc e, durante la loro fuga, distruggono la Casa Capitolare della Gilda degli Illuminatori, una società di persone molto gelose dei loro segreti sull'arte dei fuochi d'artificio. Mentre Rand e Loial sono assenti, il Corno e il pugnale vengono di nuovo rubati; più tardi, la nuova apprendista e amante di Thom, Dena, viene uccisa per il coinvolgimento di Thom con le vicende di Rand.
Grazie alla guida di Perrin, Mat, Verin Sedai, Ingtar ed i suoi uomini si riuniscono a Rand nella città di Cairhien, venendo a sapere che purtroppo il Corno è stato portato a Capo Toman, nella città portuale di Falme. Poiché le Vie Ogier risultano impraticabili, Rand tenta di guidarli attraverso una Pietra Portale, sperando di giungere a Falme più velocemente; tuttavia, sebbene la Pietra li conduca a destinazione, Rand non riesce ad usarla correttamente, il tempo impiegato risulta pari a diversi mesi ed i viaggiatori hanno delle visioni terribili su tutti gli sviluppi che avrebbe potuto avere la loro vita. Inoltre, durante il loro viaggio, i Seanchan hanno occupato Falme, e Geofram Bornhald, capitano dei Figli della Luce, si sta preparando a respingerli con la forza.

### Falme e Capo Toman
Alla Torre Bianca Liandrin Sedai racconta ad Egwene, Nynaeve, Elayne e Min che Rand e i suoi amici sono in pericolo; perciò, per salvarli, le quattro ragazze viaggiano con Liandrin fino a Capo Toman attraverso le Vie Ogier. Quando arrivano, Min viene catturata dai Seanchan e ad Egwene viene messo un a'dam (un ter'angreal a forma di collare), strumento utilizzato dai Seanchan per controllare le donne in grado di incanalare e farle diventare Damane; Nynaeve ed Elayne riescono invece a scappare.
Una volta giunti nei pressi di Falme, Rand si separa da Verin e dai soldati, guidando in città Ingtar, Hurin, Perrin ed un sempre più malato Mat, nel tentativo di recuperare il Corno di Valere ed il pugnale. A Falme Rand e compagni s'intrufolano nell'edificio in cui è tenuto il Corno, ma vengono costretti a combattere, inoltre Rand è anche costretto a duellare ed uccidere Turak (Sommo Signore Seanchan) prima di poter scappare con il Corno e il pugnale. Inseguiti dagli invasori, Ingtar svela a Rand di essere un Amico delle Tenebre, ma si redime sacrificandosi per permettere agli altri di fuggire.
Intanto Elayne, Min e Nynaeve salvano Egwene dai Seanchan e tentano di lasciare la città. Proprio in quel momento però i Manti Bianchi decidono di attaccare, intrappolando tra loro e i Seanchan, sia le ragazze che il gruppo di Rand. In un ultimo disperato tentativo, Mat soffia dentro il Corno di Valere e richiama così gli Eroi del Corno, guidati da Arthur Hawkwing, tra i quali si trova anche Birgitte Silverbow; questo atto stabilisce tra Mat e il Corno un legame permanente che può essere rotto solo con la sua morte. I Figli sono facilmente sconfitti dalle damane Seanchan, ma gli Eroi del Corno travolgono i Seanchan, che si ritirano sulle loro navi e fuggono lontano.
Nel frattempo, Rand combatte un nuovo duello con Ba'alzamon in una strana dimensione, che appare come un'immagine ingigantita sopra il cielo di Falme e cattura l'attenzione di tutti. Rand non riesce a penetrare le difese di Ba'alzamon, ed è così forzato ad offrire la sua vita per quella dell'avversario: aprendo le sue difese e permettendo a Ba'alzamon di colpirlo a morte, anche Rand gli assesta un colpo mortale; Rand non rimane ucciso, ma riceve una ferita maligna, inguaribile, che lo tormenterà anche nei libri successivi, oltre che un nuovo marchio dell'airone sull'altra mano.

## Edizioni
- Robert Jordan La grande caccia, collana TIF Extra, Fanucci Editore, 2006, ISBN 88-347-1218-8.